# مكيث

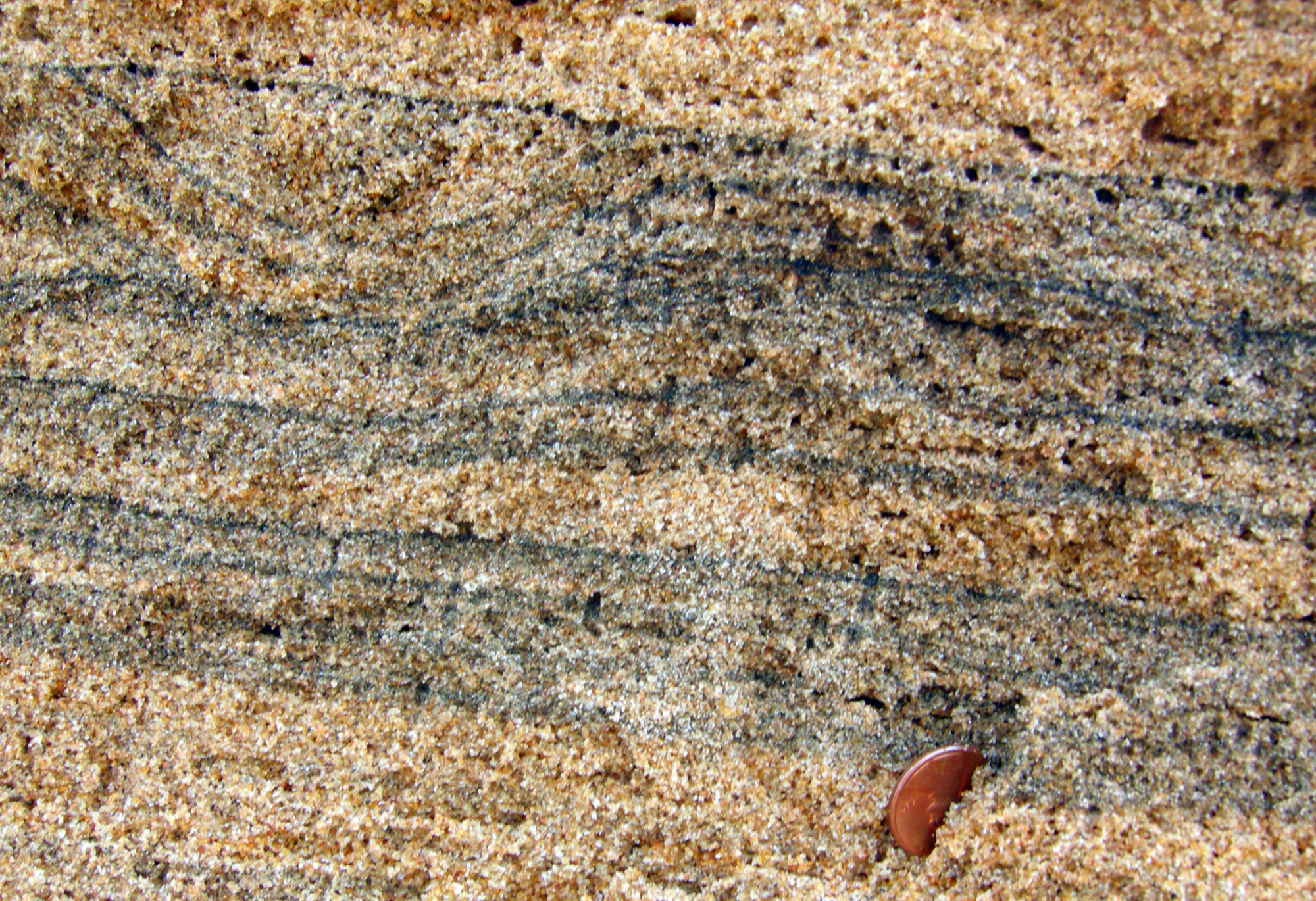
مكيث لفلزات ثقيلة ضمن رمل الكوارتز على شاطئ في الهند

المكيث  (ج. مكائث) أو الراسب المكيث  في الجيولوجيا هو تجمع لمعادن نفبسة نتيجة ترسبها بسبب ثقلها النوعي المرتفع، مما يمكّن من فصلها عن الأصل الصخري التي كانت موجودة فيه.
من الأمثلة على ذلك الرواسب الموضعية eluvium وكذلك الطمي، حيث كان يشيع استخدام أسلوب البحث عن الفلزات الثمينة في الطمي كما هو الحال مع الذهب.

## اقرأ أيضاً
- علم الرواسب